# Marc Engelhart
Marc Engelhart (* 2. Oktober 1976) ist ein deutscher Rechtswissenschaftler.

## Werdegang
Marc Engelhart besuchte das Salier-Gymnasium in Waiblingen und schloss dieses im Jahr 1996 mit dem Abitur ab. Nach seinem Wehrdienst als Luftlandefernmelder nahm er 1997 das Studium der Rechtswissenschaften an der Albert-Ludwigs-Universität Freiburg auf. Das Studienjahr 1999/2000 verbrachte er an der juristischen Fakultät der University of Edinburgh (Vereinigtes Königreich). Während des Studiums war er als studentischer Mitarbeiter von Albin Eser am Max-Planck-Institut für ausländisches und internationales Strafrecht (seit 2021: Max-Planck-Institut zur Erforschung von Kriminalität, Sicherheit und Recht) tätig. Das Studium schloss er mit dem Ersten juristischen Staatsexamen Anfang 2003 ab. Von 2003 bis 2005 absolvierte er das Referendariat am Landgericht Freiburg. In diesem Rahmen war er u. a. im Völkerrechtsreferat des Bundesministeriums der Justiz in Berlin tätig.
Von 2003 bis 2009 war Marc Engelhart wissenschaftlicher Mitarbeiter am Max-Planck-Institut für ausländisches und internationales Strafrecht und promovierte bei Ulrich Sieber zum Thema Unternehmenskriminalität und Compliance-Maßnahmen. Die unter dem Titel Sanktionierung von Unternehmen und Compliance erschienene Arbeit wurde mit der Otto-Hahn-Medaille 2011, dem Otto Hahn Award 2011 und dem Preis der „Wirtschaftsstrafrechtlichen Vereinigung (WisteV)“ 2012 ausgezeichnet.
Marc Engelhart ist seit 2006 als Rechtsanwalt tätig. Von 2009 bis Ende 2011 arbeitete er in der internationalen Wirtschaftskanzlei Gleiss Lutz in Stuttgart, bevor er 2012 als Referatsleiter für den Bereich Wirtschaftsstrafrecht an das Max-Planck-Institut für ausländisches und internationales Strafrecht in Freiburg zurückkehrte. Von Februar 2014 bis Ende Juli 2014 war Marc Engelhart visiting scholar am Institute of Criminology der University of Cambridge. Von August 2014 bis Februar 2015 sowie im August 2017 war er academic visitor am Centre for Criminology der University of Oxford. Von Februar 2015 bis Januar 2021 war er Forschungsgruppenleiter der unabhängigen Forschungsgruppe „Die Architektur des Sicherheitsrechts“ am Freiburger Max-Planck-Institut. Im Wintersemester 2019/2020 und Sommersemester 2020 hat er die Professur für Strafrecht und Rechtsphilosophie an der Ludwig-Maximilians-Universität München vertreten und hatte im Wintersemester 2020/2021 die Entlastungsprofessur für Strafrecht an der Goethe-Universität Frankfurt inne.
Marc Engelhart habilitierte sich im Juli 2021 an der Universität Freiburg mit der Schrift Zwischen Prävention und Repression – Freiheit und Sicherheit im Spannungsfeld von Straf-, Polizei- und Nachrichtendienstrecht und erhielt die Lehrbefugnis für „Deutsches, Europäisches und Internationales Strafrecht und Strafprozessrecht, Wirtschaftsstrafrecht und Strafrechtsvergleichung“.

## Tätigkeitsschwerpunkte
Der Schwerpunkt der wissenschaftlichen wie rechtspraktischen Tätigkeit von Marc Engelhart liegt im Wirtschaftsstrafrecht und im Bereich der Wirtschaftskriminalität, dem Sicherheitsrechts sowie dem supranationalen Recht und der Strafrechtsvergleichung.
Neben der wissenschaftlichen und anwaltlichen Tätigkeit ist Marc Engelhart als Berater und Gutachter für deutsche und internationale Organisationen wie die GIZ, die EU, den Europarat und UNDP sowie die polnische Forschungsgemeinschaft (Narodowe Centrum Nauki) tätig.

## Auszeichnungen
- 2007: Mitglied der International Max Planck Research School for Comparative Criminal Law[3] (IMPRS-CC)
- 2011: Otto-Hahn-Medaille
- 2011: Otto-Hahn-Award
- 2012: Preis der Wirtschaftsstrafrechtlichen Vereinigung (WisteV)

## Monographien (Auswahl)
- Sanktionierung von Unternehmen und Compliance. Eine rechtsvergleichende Analyse des Straf- und Ordnungswidrigkeitenrechts in Deutschland und den USA (= Schriftenreihe des Max-Planck-Instituts für Ausländisches und Internationales Strafrecht; Strafrechtliche Forschungsberichte. Band 121). Duncker & Humblot, Berlin 2010, ISBN 978-3-428-13493-9.
- mit Ulrich Sieber: Compliance Programs for the Prevention of Economic Crimes. An Empirical Survey of German Companies (= Schriftenreihe des Max-Planck-Instituts für Ausländisches und Internationales Strafrecht; Strafrechtliche Forschungsberichte. Band 140). Duncker & Humblot, Berlin 2014, ISBN 978-3-428-14458-7.
- The Nature and Basic Problems of Compliance Regimes. Max-Planck-Institut für Ausländisches und Internationales Strafrecht (Abt. Verlag), Freiburg i. Br. 2018, ISBN 978-3-86113-783-2.
- Strafrechtspflege. Das deutsche Strafprozesssystem einschließlich des Polizei- und Geheimdienstrechts. Max-Planck-Institut für Ausländisches und Internationales Strafrecht (Abt. Verlag), Freiburg i. Br. 2019, ISBN 978-3-86113-778-8.
- mit Mehmet Arslan: Schutz von Staatsgeheimnissen im Strafverfahren. Eine Studie zur Europäischen Menschenrechtskonvention (= Schriftenreihe des Max-Planck-Instituts für Ausländisches und Internationales Strafrecht; Strafrechtliche Forschungsberichte. Band 169). Duncker & Humblot, Berlin 2020, ISBN 978-3-428-18088-2.
- mit Mehmet Arslan: Security architecture in Germany. Max-Planck-Institut für Ausländisches und Internationales Strafrecht (Abt. Verlag), Freiburg i. Br. 2020, ISBN 978-3-86113-770-2.